# Voluntários iugoslavos na Guerra Civil Espanhola

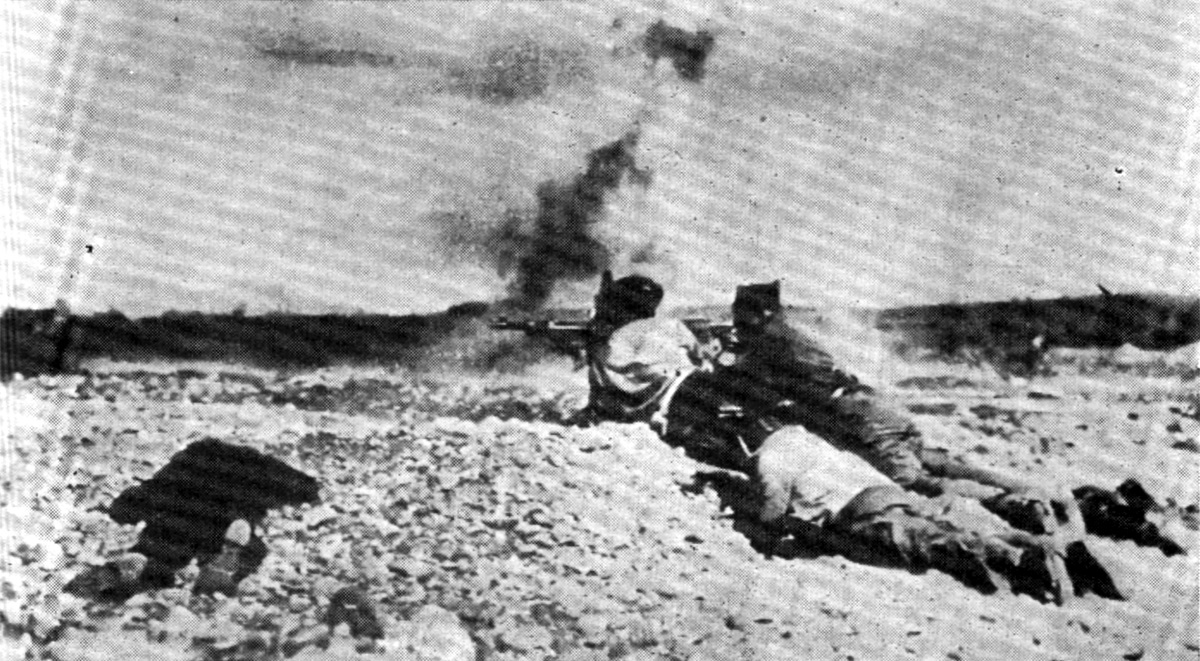
Voluntários iugoslavos lutando na Espanha, 1937.

Os voluntários iugoslavos na Guerra Civil Espanhola, conhecidos na Iugoslávia como combatentes espanhóis (em croata: Španjolski borci, em esloveno: Španski borci, em sérvio: Шпански борци / Španski borci) e na Espanha como brigadistas iugoslavos (em castelhano: brigadistas yugoslavos), foram um contingente de voluntários do Reino da Iugoslávia que lutou pelos republicanos (em apoio à Segunda República Espanhola) durante a Guerra Civil Espanhola (1936–1939).

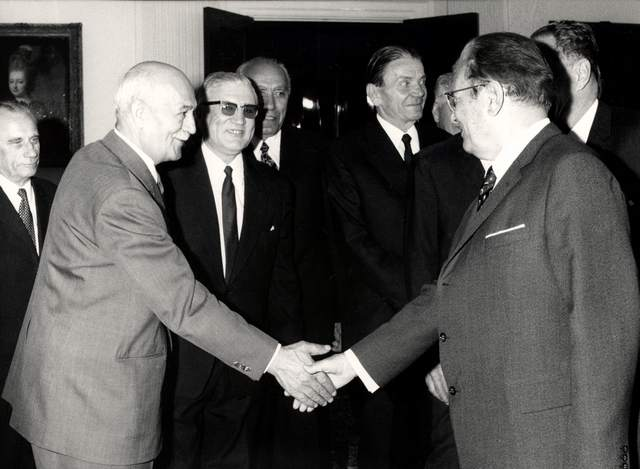
O Presidente da Iugoslávia, Josip Broz Tito, se reunindo com representantes da Associação dos Antigos Combatentes Espanhóis Iugoslavos em 1972.

Estima-se que 1.664  “brigadistas iugoslavos” lutaram na guerra, incluindo cerca de 800 que foram mortos em combate. Segundo estatísticas espanholas, 148 voluntários iugoslavos receberam a patente de oficial durante o conflito. 
A maioria deles lutou nos batalhões Dimitrov e Đuro Đaković das Brigadas Internacionais, e muitos deles participaram e pereceram durante a Batalha do Ebro em 1938. Eles foram recrutados pelo ilegal Partido Comunista da Iugoslávia (KPJ) em suas regiões de origem, ou através do centro de recrutamento do Comintern que Josip Broz Tito administrava em Paris. Havia quatro aviadores entre os voluntários, sendo o mais notável o piloto de caça Božidar "Boško" Petrović, que alcançou o status de "ás da aviação". 
Após a guerra, aqueles que conseguiram fugir através dos Pireneus foram capturados em campos de concentração na França, com muitos sendo repatriados ilegalmente pela organização comunista iugoslava. Alguns deles mais tarde se tornaram líderes da resistência contra a ocupação nazista. 
Três ex-membros das Brigadas Internacionais acabaram comandando exércitos dos Partisans Iugoslavos durante a Segunda Guerra Mundial: Peko Dapčević (1913–1999), Kosta Nađ (1911–1986) e Petar Drapšin (1914–1945). Koča Popović (1908–1992) foi outro importante comandante partisan que lutou pelos republicanos espanhóis. 

## Composição
O número exato de iugoslavos que se voluntariaram na Espanha é desconhecido e ainda está sendo pesquisado. A Associação de Combatentes Espanhóis, sediada em Belgrado, criada em 1946, cita um número de 1.775 membros confirmados. Estima-se que 595 deles foram mortos na Espanha e outros 116 na Iugoslávia durante a Segunda Guerra Mundial. 
A composição étnica dos iugoslavos também é desconhecida. Um arquivo de pessoal sobrevivente da 129ª Brigada Internacional, compilada em Barcelona em maio de 1938, lista 1.052 pessoas originárias da Iugoslávia. Faltam dados étnicos para 140 deles, e os 912 restantes são listados como 48% croatas, 23% eslovenos, 18% sérvios, 3,2% montenegrinos e 1,5% macedônios. 
A questão é ainda mais complicada pelo facto de se estimar que apenas cerca de um quarto (421) tenha vindo diretamente da Iugoslávia. Os restantes eram predominantemente iugoslavos da classe trabalhadora que emigraram para outros lugares e depois vieram para Espanha de outros países, como França (420), Bélgica (191), União Soviética (84), Canadá (83), Estados Unidos (57) e outros. 
Dados sobre afiliações políticas dos voluntários também são incompletos. Fontes espanholas dizem que, dos 1.040 iugoslavos registrados, cerca de 561 se autodenominavam comunistas, dez, social-democratas, oito eram filiados ao Partido Camponês Croata e quatro eram anarquistas. Os 457 restantes não tinham nenhuma filiação política a declarar. 

## Legado
- Uma rua em Nova Belgrado, município de Belgrado, capital da Sérvia, leva o nome de Španskih boraca (combatentes espanhóis). [7]
- A Biblioteca Popular em Podgorica, Montenegro, recebeu o nome em homenagem a Radosav Ljumović, um voluntário montenegrino na Guerra Civil Espanhola. [8]
- O centro cultural "Španski Borci" em Liubliana, Eslovênia, recebeu esse nome em homenagem aos voluntários iugoslavos na Guerra Civil Espanhola. [9]

## Pessoas notáveis
- Đorđe Andrejević-Kun (1904–1964)
- Vicko Antić [sr] (1912–1999)
- Maksimilijan Baće [sr] (1914–2001)
- Spas Bandžov [sr] (1904–1942)
- Jakov Baruh [sr] (1914–1941)
- Aleš Bebler (1907–1981)
- Imre Beer [sh] (1905–1942)
- Vlajko Begović [sr] (1905–1989)
- Božo Bilić Marjan [sr] (1913–1942)
- Gojko Bjedov [sr] (1913–1937)
- Milan Blagojević Španac (1905–1941)
- Stane Bobnar [sr] (1912–1986)
- Divko Budak [sr] (1897–1941)
- Leopold Caharija [sl] (1905–1995)
- Nikola Car Crni [sr] (1910–1942)
- August Cesarec (1893–1941)
- Vlado Ćetković [sr] (1911–1944)
- Rajko Cibic [sl] (1914–2010)
- Rodoljub Čolaković (1900–1983)
- Milan Ćopić (1897–1941)
- Vladimir Ćopić (1891–1939)
- Matija Šiprak (1913–1937)
- Josip Čubrić [sr] (1912–1941)
- Vjećeslav Cvetko Flores [sr] (1917–1941)
- Stjepan Cvijić [sr] (1905–1938)
- Miljenko Cvitković [sr] (1914–1943)
- Jovan Đajić [sr] (1905–1974)
- Stipe Đerek [sr] (1912–1942)
- Božidar Dakić [sr] (1909–1941)
- Peko Dapčević (1913–1999)
- Nada Dimitrijević-Nešković [sr] (1907–1941)
- Robert Domany (1918–1942)
- Žikica Jovanović Španac (1914–1942)
- Petar Drapšin (1914–1945)
- Stipe Đerek [sr] (1912–1942)
- Ivan Gošnjak (1909–1980)
- Ahmet Fetahagić [sr] (1914–1944)
- Roman Filipčev [sr] (1895–1941)
- Dimitrije Georgijević [sr] (1884–1959)
- Jože Gregorčič [sr] (1903–1942)
- Gančo Hadžipanzov [sr] (1900–1936)
- Ivan Hariš [sr] (1903–1989)
- Ljubo Ilić [sr] (1905–1994)
- Grga Jankes [sr] (1906–1974)
- Fadil Jahić Španac [sr] (1910–1942)
- Rudi Janhuba [sl] (1914–1976)
- Janko Jovanović [sr] (1901–1939)
- Žikica Jovanović Španac (1914–1942)
- Juraj Kalc [sr] (1908–1942)
- Svetislav Kanački [sr] (1911–1943)
- Čedo Kapor [sr] (1914–2004)
- Drago Kobal [sl] (1911–1944)
- Viktor Koleša [sl] (1884–1946)
- Josip Kopinič (1911–1997)
- Đoko Kovačević [sr] (1912–1938)
- Veljko Kovačević (1912–1994)
- Ivan Krajačić [sr] (1906–1986)
- Otmar Kreačić [sr] (1913–1992)
- Josip Križaj (1911–1948)
- Dušan Kveder (1915–1966)
- Mirko Kovačević [sr] (1916–1941)
- Marijan Krajačić [sr] (1905–1942)
- Branko Krsmanović (1915–1941)
- Ivan Lenac [sr] (1906–1945)
- Lazar Latinović [sr] (1915–2006)
- Danilo Lekić [sr] (1913–1986)
- Vladimir Majder (1911–1943)
- Jovan Mališić [sr] (1902–1939)
- Srećko Manola [sr] (1914–1979)
- Mijat Mašković [sr] (1910–1937)
- Božidar Maslarić [sr] (1895–1963)
- Karlo Mrazović [sr] (1902–1987)
- Danko Mitrov [sr] (1919–1942)
- Kosta Nađ (1911–1986)
- Guido Nonveiller (1913–2002)
- Gojko Nikoliš (1911–1995)
- Franjo Ogulinac Seljo [sr] (1904–1942)
- Marko Orešković (1896–1941)
- Blagoje Parović (1903–1937)
- Ratko Pavlović Ćićko [sr] (1913–1943)
- Boško Petrović (1911–1937)
- Miha Pintar Toledo [sr] (1913–1942)
- Koča Popović (1908–1992)
- Vlado Popović (1914–1972)
- Svetozar Popović-Milić [sr] (1901–1944)
- Vladeta Popović Pinecki [sr] (1911–1941)
- Franc Primožič [sl] (1915–1963)
- Franjo Puškarić [sr] (1908–1937)
- Franc Rozman (1911–1944)
- Ivan Rukavina (1912–1992)
- Mićo Radaković [sr] (1915–1941)
- Kornelija Sende-Popović [sr] (1914–1941)
- Ante Šarić Rade Španac [sr] (1913–1943)
- Drago Štajnberger (1916–1942)
- Izidor Štrok [sr] (1911–1984)
- Stane Semič Daki [sr] (1915–1985)
- Ivan Turk [sr] (1913–1937)
- Vojo Todorović [sr] (1914–1990)
- Anton Ukmar [sr] (1900–1978)
- Cvetko Uzunovski [sr] (1912–1993)
- Lazar Udovički [sr] (1915–1997)
- Julio Varesko [sr] (1896–1937)
- Ivo Vejvoda [sr] (1911–1991)
- Mate Vidaković [sr] (1907–1941)
- Veljko Vlahović (1914–1975)
- Đuro Vujović [sr] (1901–1943)
- Ratko Vujović (1916–1977)
- Petar Vuksan Pekiša [sr] (1905–1941)
- Pavle Vukomanović [sr] (1903–1977)
- Tone Žnidaršič [sr] (1913–1944)
- Ljubomir Živković Španac [sr] (1918–1942)